# Arianna Farfaletti Casali
Arianna Farfaletti Casali (ur. 22 czerwca 1976 w Sorengo) – włoska lekkoatletka specjalizująca się w skoku o tyczce.

## Osiągnięcia
- wielokrotna mistrzyni i rekordzistka kraju

## Rekordy życiowe
- skok o tyczce - 4,42 (2008)
- skok o tyczce (hala) - 4,15 (2001 & 2008)